# Baía de Newark

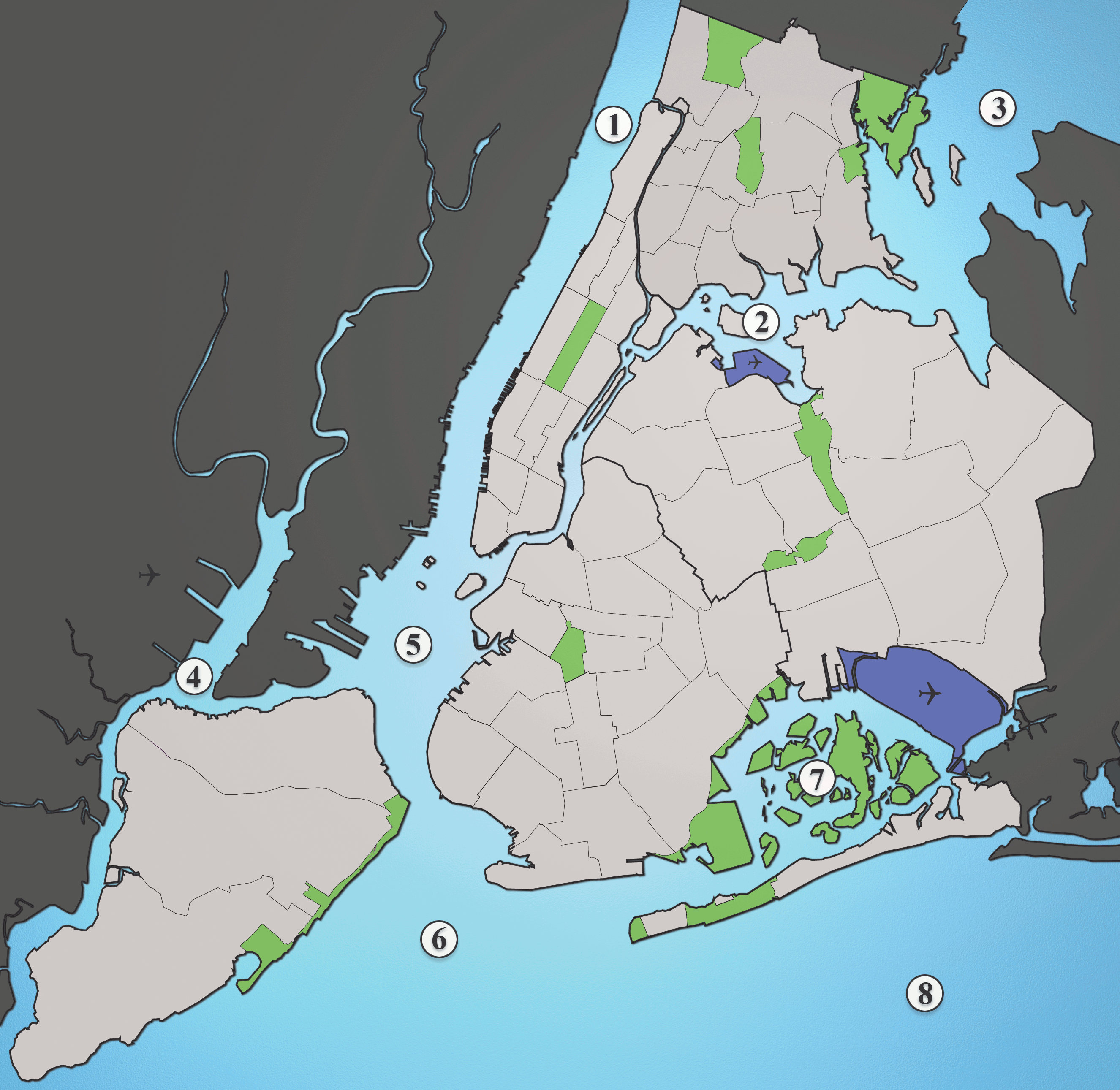
Vias aquáticas de Nova Iorque: 1. Rio Hudson, 2. Rio East, 3. Long Island Sound, 4. Baía de Newark, 5. Upper New York Bay, 6. Lower New York Bay, 7. Jamaica Bay, 8. Oceano Atlântico

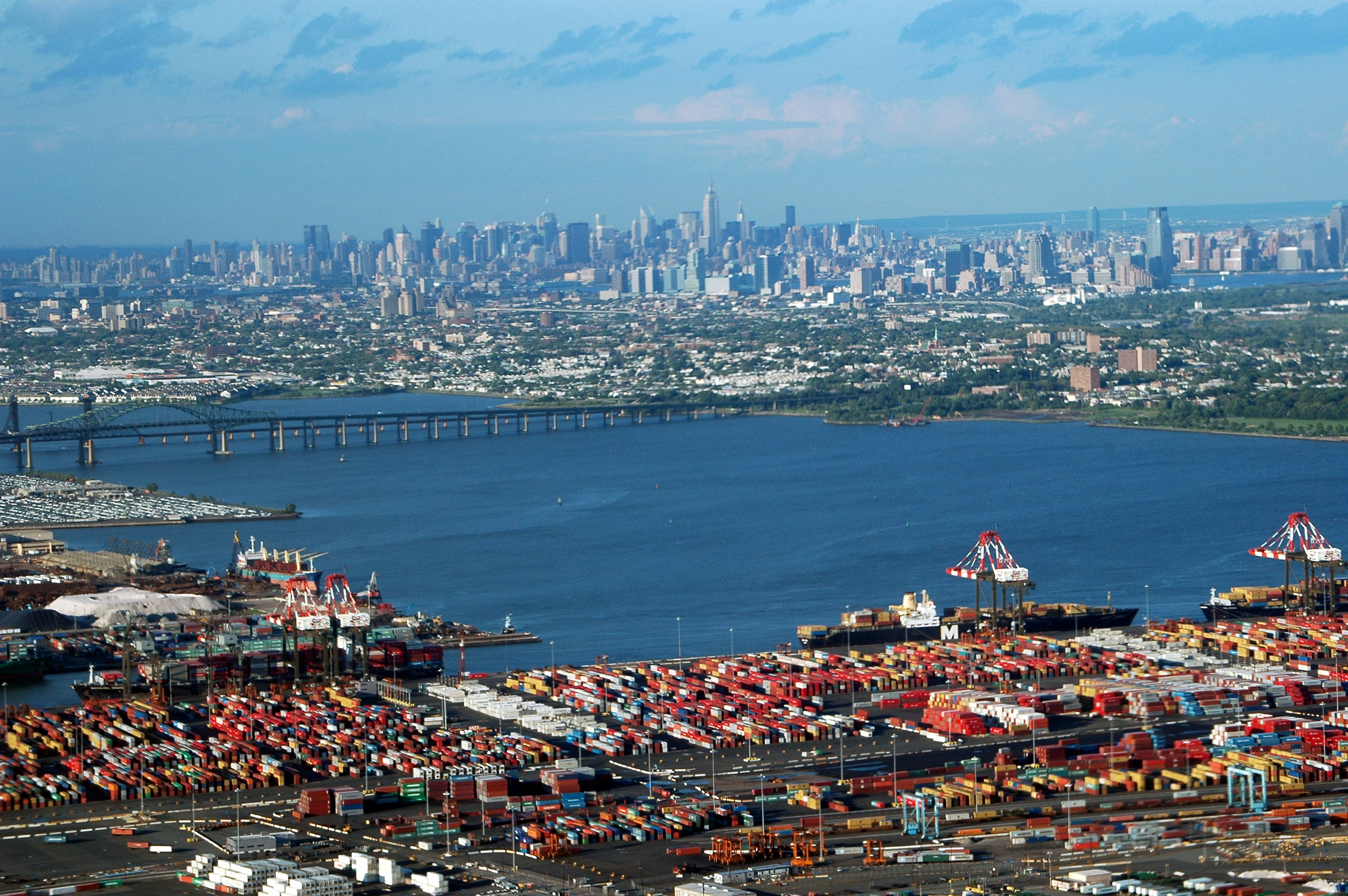
Port Newark ao fundo, vendo-se também Jersey City e Manhattan, esta já em Nova Iorque.

A Baía de Newark (em inglês:  Newark Bay) é uma parte da baía de Nova Iorque, perto da Upper New York Bay.
Trata-se de uma baía com marés situada na confluência dos rios Passaic e Hackensack e banha a costa nordeste de Nova Jersey.
A baía pertence principalmente a Nova Jérsia, sendo uma pequena parte incluída no estado de Nova Iorque. Está separada da Upper New York Bay pela península de Bergen Neck. As duas baía estão ligadas pelo Kill Van Kull, um estreito situado a sudeste, que as separa de Staten Island, uma ilha que faz parte da cidade de Nova Iorque.
A baía de Newark está ligada à baía Raritan e à Lower New York Bay, situada a sul de Staten Island, pelo Arthur Kill.
Em torno da baía estão as cidades de Newark e Elizabeth, ligadas a Jersey City e Bayonne sobre o Bergen Neck pela ponte da Baía de Newark.
Nesta baía situa-se o Port Newark-Elizabeth Marine Terminal, as maiores instalações de contentorização do Port of New York and New Jersey, o terceiro mais importante porto dos Estados Unidos. O estuário é regularmente dragado para poder receber navios porta-contentores.